# Uluru Statement from the Heart

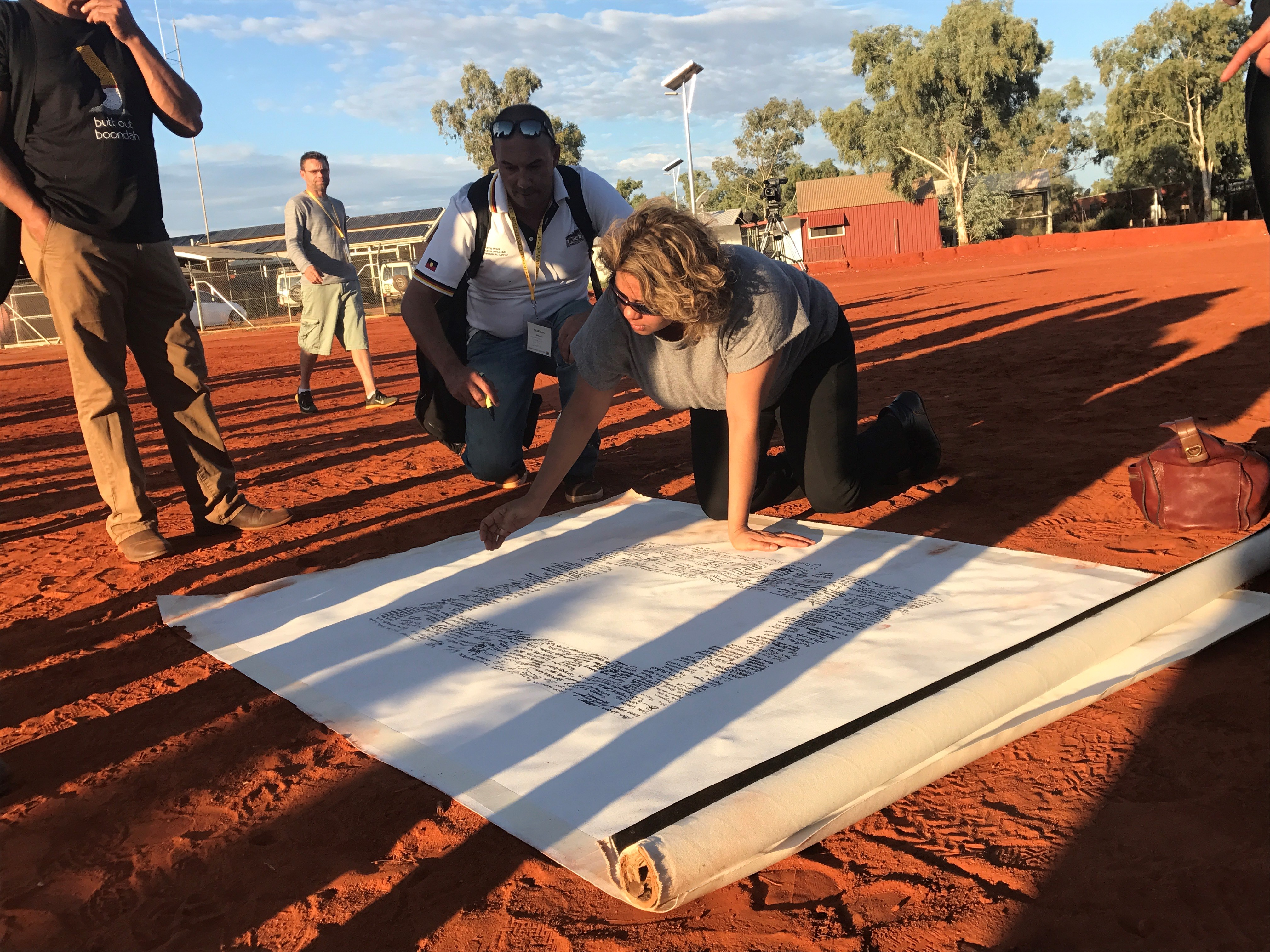
Denise Bowden, CEO von Yothu Yindi, bei der Unterzeichnung des Uluru Statements from the Heart, in Zentralaustralien am 29. Mai 2017

Das Uluru Statement from the Heart (deutsch Uluru-Erklärung aus dem Herzen oder kurz Uluru-Erklärung) ist eine Petition aus dem Jahr 2017 von führenden Vertretern der australischen Aborigines und Torres-Strait-Insulaner, die darauf abzielt, die Verfassung Australiens zu ändern, um die Vertretung der indigenen Australier zu verbessern.
Die Erklärung wurde am 26. Mai 2017 von Delegierten der First Nations National Constitutional Convention veröffentlicht, die vier Tage lang in der Nähe von Uluru in Zentralaustralien stattfand. Die Versammlung fand statt, nachdem der 16-köpfige Referendumsrat (englisch Referendum Council, der am 7. Dezember 2015 von Premierminister Malcolm Turnbull und Oppositionsführer Bill Shorten ernannt wurde) durch das Land gereist war und sich mit mehr als 1.200 Menschen getroffen hatte. Die Erklärung wurde nach der Versammlung veröffentlicht und fordert eine "Stimme der Ureinwohner" in der australischen Verfassung sowie eine Makarrata-Kommission, die einen Prozess der "Einigung" und der Wahrheitsfindung zwischen der australischen Regierung und den Ureinwohnern der Aborigines und Torres-Strait-Insulanern beaufsichtigen soll.

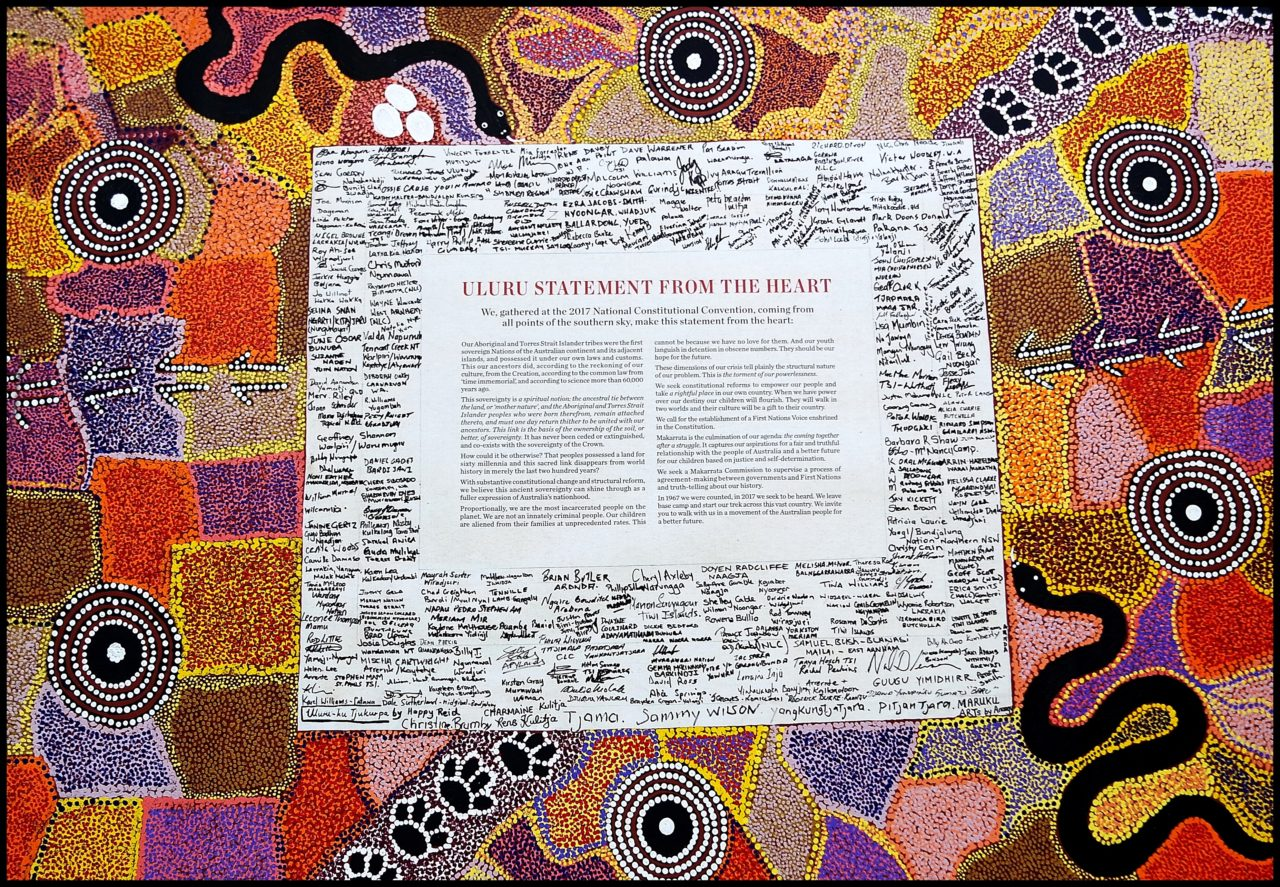
Uluru Statement from the Heart (Mai 2017, Aborigine-Kongress, Zentralaustralien)

Die Erklärung bezieht sich auf den zweiten Teil des Referendums von 1967, das (nach seiner Verabschiedung) eine Änderung der australischen Verfassung mit sich brachte, um die Aborigines und Torres-Strait-Insulaner in die Bevölkerungszählung mit einzubeziehen und der Bundesregierung die Befugnis gab, Gesetze für die australischen Ureinwohner in den Bundesstaaten zu erlassen.
Im Oktober 2017 lehnten Turnbull, sein Generalstaatsanwalt George Brandis und der Minister für indigene Angelegenheiten, Nigel Scullion, die Erklärung ab, da sie nicht glaubten, dass die "radikale" Verfassungsänderung von einer Mehrheit der Australier unterstützt werden würde. Im Mai 2022 wurde die Uluru-Erklärung von Labor-Chef Anthony Albanese anlässlich seines Wahlsiegs 2022 gebilligt.

## Hintergrund

### 2015: Referendumsrat
Der 16-köpfige Referendumsrat wurde am 7. Dezember 2015 gemeinsam von Premierminister Malcolm Turnbull und Oppositionsführer Bill Shorten ernannt. Der Rat sollte die Regierung bei der Vorbereitung eines Referendums zur Anerkennung der Aborigines und Torres-Strait-Insulaner in der australischen Verfassung beraten. Es stützt sich auf die umfangreiche Arbeit des Expertengremiums für die verfassungsmäßige Anerkennung der australischen Ureinwohner und des Gemeinsamen Sonderausschusses für die verfassungsmäßige Anerkennung der Aborigines und Torres-Strait-Insulaner. Der Rat setzte sich aus führenden Vertretern indigener und nicht-indigener Gemeinschaften zusammen und umfasste:
- Patrick Dodson[5] (Ko-Vorsitzender, bis zu seinem Rücktritt am 2. März 2016, nachdem er Senator der Labor Party geworden war)
- Pat Anderson[6][7] (Ko-Vorsitzende nach Rücktritt von Pat Dodson)
- Mark Leibler[8] (Ko-Vorsitzender)
- Megan Davis
- Andrew Demetriou
- Natasha Stott Despoja
- Murray Gleeson
- Mick Gooda
- Stan Grant (bis 4. März 2017)
- Tanya Hosch
- Kristina Keneally
- Jane McAloon
- Noel Pearson
- Michael Rose
- Amanda Vanstone
- Dalassa Yorkston
- Galarrwuy Yunupingu (bis zu seinem Tod am 3. April 2023)
- Denise Bowden (als Vertreterin von Yunupingu)

Im Oktober 2016 veröffentlichte der Rat das "Diskussionspapier zur verfassungsrechtlichen Anerkennung der Aborigines und Torres-Strait-Insulaner", das als Diskussionsgrundlage diente. Im "Abschlussbericht" der Gruppe wurde festgestellt, dass Themen, die nicht zu den Hauptthemen der Diskussionspapiere gehören, nicht in die endgültigen Empfehlungen einfließen können.
Diese Themen waren:
- Anerkennungserklärung
- Eine föderale Befugnis, Gesetze für Aborigines und Torres-Strait-Insulaner zu erlassen
- Ein verfassungsmäßiges Verbot der Rassendiskriminierung
- Eine indigene Stimme im Parlament
- Streichung von Abschnitt 25 der australischen Verfassung

Über einen Zeitraum von sechs Monaten reiste der Rat an 12 verschiedene Orte in Australien und traf sich mit über 1.200 Vertretern der Aborigines und Torres-Strait-Insulaner. Das Ergebnis dieser Treffen war ein Konsenspapier zur verfassungsrechtlichen Anerkennung, das Uluru Statement from the Heart.

### 2017: Nationaler Verfassungskonvent der First Nations
Der Nationale Verfassungskonvent der First Nations (englisch First Nations National Constitutional Convention) tagte vier Tage lang vom 23. bis zum 26. Mai 2017. Ratsmitglied Megan Davis hielt die erste öffentliche Lesung der Erklärung zum Abschluss der First Nations National Constitutional Convention 2017 in Uluru. Die Konvention wurde von den 250 Delegierten der Aborigines und Torres-Strait-Insulanern angenommen.

## Uluru Statement from the Heart

### Text
Der Wortlaut der Erklärung lautet wie folgt:

„Wir, die wir auf dem Nationalen Verfassungskonvent 2017 versammelt sind und aus allen Himmelsrichtungen des Südens kommen, geben diese Erklärung von Herzen ab:
Unsere Aborigines und die Stämme der Torres-Strait-Insulaner waren die ersten souveränen Nationen des australischen Kontinents und der angrenzenden Inseln und besaßen ihn nach unseren eigenen Gesetzen und Bräuchen. Dies taten unsere Vorfahren nach dem Verständnis unserer Kultur seit der Schöpfung, nach dem Gewohnheitsrecht seit "unvordenklichen Zeiten" und nach der Wissenschaft vor mehr als 60.000 Jahren.
Diese Souveränität ist ein spiritueller Begriff: die angestammte Verbindung zwischen dem Land oder der "Mutter Natur" und den Aborigines und Torres-Strait-Insulaner, die dort geboren wurden, mit ihm verbunden bleiben und eines Tages dorthin zurückkehren müssen, um mit unseren Vorfahren vereint zu sein. Diese Verbindung ist die Grundlage für das Eigentum am Boden, oder besser gesagt für die Souveränität. Sie ist nie abgetreten oder ausgelöscht worden und besteht zusammen mit der Souveränität der Krone.
Wie könnte es anders sein? Dass Völker sechzig Jahrtausende lang ein Land besaßen und diese heilige Verbindung erst in den letzten zweihundert Jahren aus der Weltgeschichte verschwindet?
Wir sind davon überzeugt, dass diese uralte Souveränität mit einer grundlegenden Verfassungsänderung und einer Strukturreform zu einem volleren Ausdruck der australischen Nationalität werden kann.
Wir sind verhältnismäßig das am häufigsten inhaftierte Volk der Welt. Wir sind nicht von Natur aus ein kriminelles Volk. Unsere Kinder werden in einem noch nie dagewesenen Ausmaß von ihren Familien entfremdet. Das kann nicht sein, weil wir keine Liebe für sie haben. Und unsere Jugend sitzt in obszöner Zahl in Haft. Sie sollten unsere Hoffnung für die Zukunft sein.
Diese Dimensionen unserer Krise verdeutlichen den strukturellen Charakter unseres Problems. Dies ist die Qual unserer Ohnmacht.
Wir streben Verfassungsreformen an, um unser Volk zu stärken und einen rechtmäßigen Platz in unserem eigenen Land einzunehmen. Wenn wir die Macht über unser Schicksal haben, werden unsere Kinder aufblühen. Sie werden in zwei Welten leben und ihre Kultur wird ein Geschenk für ihr Land sein.
Wir fordern die Einführung einer in der Verfassung verankerten Stimme der Ersten Nationen.
"Makarrata" ist die Krönung unserer Agenda: das Zusammenkommen nach einem Kampf. Es fasst unser Streben nach einer fairen und ehrlichen Beziehung zum australischen Volk und nach einer besseren Zukunft für unsere Kinder auf der Grundlage von Gerechtigkeit und Selbstbestimmung zusammen.
Wir streben eine Makarrata-Kommission an, die einen Prozess der Einigung zwischen Regierungen und First Nations und der Wahrheitsfindung über unsere Geschichte überwachen soll.
Im Jahr 1967 wurden wir gezählt, 2017 wollen wir gehört werden. Wir verlassen das Basislager und beginnen unseren Treck durch dieses riesige Land. Wir laden Sie ein, mit uns in einer Bewegung des australischen Volkes für eine bessere Zukunft zu gehen.“

Hinweis zum Begriff MakarrataMakarrata ist ein Wort in der Yolŋu-Sprache, das "einen Prozess der Konfliktlösung, der Friedensstiftung und der Gerechtigkeit" oder "ein Zusammenkommen nach einem Kampf" beschreibt. Die Mitglieder erklärten, dass Makarrata "unsere Bestrebungen für eine faire und wahrheitsgemäße Beziehung mit dem australischen Volk widerspiegelt" und dass die Makarrata-Kommission "einen Prozess der Einigung zwischen den Regierungen und den First Nations beaufsichtigen" würde.

### Kunst
In der Tradition der Yolngu Bark Petition und der Barunga-Erklärung wurde die Uluru-Erklärung in Form eines Kunstwerks angefertigt. Die Erklärung ist in der Mitte platziert, wo die Macht wohnt. Die Erklärung ist umgeben von den Unterschriften von über 250 Delegierten, die an der Konferenz teilgenommen und einen Konsens erzielt haben. 100 First Nations sind in der Erklärung durch Unterzeichner vertreten, die den Namen ihres Volkes angegeben haben.
Das Kunstwerk, das die Unterschriften umgibt, wurde von Künstlern des Maruku-Kunstzentrums in Mutitjulu unter der Leitung von Rene Kulitja geschaffen und von den Künstlern Christine Brumby, Charmaine Kulitja und Happy Reid gemalt. Es erzählt die Geschichte von zwei Tjukurpa-Schöpfungsgeschichten der traditionellen Besitzer des Uluru, dem Volk der Aṉangu. Eine erzählt, wie die Landschaft des Uluru durch einen Kampf auf Leben und Tod am Mutitjulu-Felsloch zwischen Kuniya, der Woma-Python mit Eiern aus dem Nordosten, oben links, und Liru, der Giftschlange aus dem Südwesten, unten links, geformt wurde. Die andere erzählt die Geschichte des Mala-Volkes, dargestellt durch das rötliche Zottel-Hasenkänguru, das während einer Zeremonie auf dem Gipfel des Uluru in einen Streit mit Männern verwickelt wurde, die aus dem Westen kamen. Die Männer zogen ab und erschufen Kurpany, den Teufels-Dingo, der durch die Hundeabdrücke dargestellt wird.
Das Kunstwerk wurde als riesige Lichtinstallation beim Parrtjima-Lichtfestival in Alice Springs im April 2023 reproduziert, wobei das Thema des Festivals von der Aussage "Mit dem Herzen hören" inspiriert wurde.

## Übersetzungen
Die Uluru-Erklärung wurde in über 20 verschiedene Australische Sprachen der australischen Ureinwohner und in 60 weitere Sprachen sowie in die australische Gebärdensprache Auslan übersetzt.

## Länge der Erklärung
Im Rahmen der Kampagne für das Referendum "Voice to Parliament" im Jahr 2023 behaupteten einige führende Persönlichkeiten und Politiker, die sich gegen eine Verfassungsänderung aussprachen, im August 2023, dass die Uluru-Erklärung in Wirklichkeit viel länger sei als das gemeinhin zitierte einseitige Dokument. Sie verwiesen auf Dokumente, die von der National Indigenous Australians Agency (NIAA) im März 2023 im Rahmen der Gesetze zur Informationsfreiheit (FOI) freigegeben wurden.
Die Dokumente 1–13 sind Aufzeichnungen der 13 regionalen Dialoge. Dokument 14 enthält eine Seite mit dem Titel "Uluru Statement Statement from the Heart" (Uluru-Erklärung aus dem Herzen), gefolgt von weiteren Abschnitten mit den Titeln "Our Story" (Unsere Geschichte), "Guiding Principles" (Leitprinzipien) und "Reform Priorities" (Reformprioritäten) in der gleichen Schriftart und Überschriftsebene wie die erste Seite. Diese Abschnitte werden auch im Abschlussbericht des Referendumsrates als "Auszüge aus der Uluru-Erklärung aus dem Herzen" wiedergegeben.
Peta Credlin verwies auf Äußerungen von Megan Davis bei der Verleihung des Sydney-Friedenspreises 2021 und während ihrer Henry-Parkes-Rede 2018, in der Davis erklärte, dass "die Uluru-Erklärung aus dem Herzen heraus nicht nur die erste einseitige Erklärung ist; es ist tatsächlich ein sehr langes Dokument von etwa 18 bis 20 Seiten…."
Davis bestreitet dies und erklärte, dass die Uluru-Erklärung tatsächlich nur aus einer Seite besteht und ihre früheren Erklärungen, in denen sie sich auf andere Seiten bezog, lediglich "[eine Anspielung] auf die vielen Informationen waren, die der Uluru-Erklärung zugrunde liegen oder den Kontext der Erklärung darstellen". Sie weist auch darauf hin, dass die offizielle Version der Uluru-Erklärung, die seit 2017 auf der Website des Referendumsrats zu finden ist, nur eine Seite umfasst. Als Anthony Albanese in der Fragestunde auf die Fragen der stellvertretenden Oppositionsführerin Susan Ley nach der Länge der Erklärung antwortete, erklärte er, dass die Uluru-Erklärung nur eine Seite lang sei und bezeichnete den Streit als eine Verschwörungstheorie, die längst widerlegt sei.
Pat Anderson, Mitvorsitzende des Referendumsrates und Architekt der Uluru-Erklärung, unterstützt diese Ansicht und beschreibt den Abschnitt "Unsere Geschichte" als bloße Aufzeichnung all dessen, was bei den regionalen Dialogen gesagt wurde. Die NIAA hat auch erklärt, dass die Uluru-Erklärung nur eine Seite umfasst und damit die Behauptungen von Jacinta Nampijinpa Price, der Leiterin der Kampagne, widerlegt. Ein Sprecher der NIAA sagte nach der Veröffentlichung, dass die in der FOI-Veröffentlichung enthaltenen Auszüge „lediglich das breite Spektrum an Kommentaren der an dem Prozess beteiligten Personen widerspiegeln“ und „weder die Politik der Regierung zum Zeitpunkt ihrer Erstellung noch die der aktuellen Regierung darstellen“.

## Abschlussbericht des Referendumsrates
Der Abschlussbericht des Referendumsrates enthält die folgenden Empfehlungen:
1. Es sollte ein Referendum abgehalten werden, um in der australischen Verfassung ein repräsentatives Gremium vorzusehen, das den First Nations der Aborigines und Torres-Strait-Insulaner eine Stimme im Parlament des Commonwealth verleiht. Eine der spezifischen Funktionen eines solchen Gremiums, die in Gesetzen außerhalb der Verfassung festzulegen sind, sollte die Überwachung der Verwendung der in den Abschnitten 51 (xxvi)[33] und 122[34] der Verfassung von Australiens genannten Befugnisse umfassen. Das Gremium wird den Status der Aborigines und Torres-Strait-Insulaner als erste Völker (englisch First People) Australiens anerkennen.
2. Eine außerkonstitutionelle Anerkennungserklärung sollte durch ein von allen australischen Parlamenten verabschiedetes Gesetz – idealerweise am selben Tag – in Kraft gesetzt werden, um eine symbolische Anerkennungserklärung zu formulieren, die die Australier vereint.

Der Abschlussbericht stellte auch fest, dass es andere Angelegenheiten von großer Bedeutung für die indigenen Völker Australiens gibt, die besser außerhalb der Verfassung behandelt werden können, wobei man sich der Schwierigkeiten bewusst ist, die mit einer Verfassungsänderung verbunden sind und den Grundsatz der parlamentarischen Souveränität anerkennt: eine Erklärung der Anerkennung, die Einrichtung einer Makarrata-Kommission und ein Verfahren zur Erleichterung der Wahrheitsfindung.

## Präsentation vor der Regierung und Reise durch das Land
Der Abschlussbericht des Referendumsrats  wurde am 30. Juni 2017 veröffentlicht und an den Premierminister Malcolm Turnbull und den Oppositionsführer Bill Shorten übermittelt. Es enthielt die Uluru-Erklärung als Vorwort und den Essay Rom Watangu – The Law of the Land von Galarrwuy Yunupingu, in dem er Rom Watangu als das übergreifende Gesetz des Landes beschreibt, das „dauerhaft und lebendig ist... mein Rückgrat“.
Das offizielle gemalte und signierte Leinwandkunstwerk der Erklärung wurde dem Premierminister und dem Oppositionsführer am 5. August 2017 auf dem Garma-Kulturfestival im nordöstlichen Arnhemland im Northern Territory überreicht. Das Statement war auch zusammen mit dem Musiker John Butler auf dem Woodford-Folk-Festival in Queensland zu sehen.

### Erste Reaktion der Regierung
Am 26. Oktober 2017 gab Premierminister Turnbull eine gemeinsame Erklärung mit dem australischen Generalstaatsanwalt George Brandis und dem Minister für indigene Angelegenheiten, Nigel Scullion, ab, in der er die Erklärung zurückwies. In der Erklärung heißt es: „Die Regierung glaubt nicht, dass eine solch radikale Änderung der repräsentativen Institutionen unserer Verfassung eine realistische Aussicht hat, von einer Mehrheit der Australier in einer Mehrheit der Bundesstaaten unterstützt zu werden“.

### Nach der Präsentation
Thomas Mayo, Mitglied der Darwin-Dialoge und Unterzeichner der Uluru-Erklärung, reiste 18 Monate lang in seinem Auto mit der aufgerollten Leinwand in einer Röhre durch das Land, um sie den Menschen zu zeigen und zu erklären, worum es bei der Stimme geht. Mayo sagte, dass die Menschen überall dort, wo er sie mitnahm und in der roten Erde ausbreitete, „die Symbolik der Leinwand spürten, die Tatsache, dass auf dieser Leinwand unsere Liedzeilen in der Mitte zusammenkommen, mit der poetischen, kraftvollen Botschaft und der Aufforderung an das australische Volk“ und beschrieb sie als „das heiligste Dokument in diesem Land“ und „unglaublich bewegend“. Seine Reise hat er in seinem Buch Finding the Heart of the Nation dokumentiert.

## Reaktion der Gemeinschaft

### Unterstützung und Anerkennung
Die Unterstützung für das Uluru Statement from the Heart ist seit 2017 gewachsen. Der Uluru Dialog, die Gruppe, die die Arbeit des Uluru Statement from the Heart fortsetzt, wird von prominenten Einzelpersonen, gewöhnlichen Australiern aus allen Gesellschaftsschichten und einer Reihe von Organisationen unterstützt, von Fußballvereinen, medizinischen und historischen Vereinigungen bis hin zu Banken und Unternehmen wie Rio Tinto und Qantas Airways.
In seiner Rede zur Aufnahme in die Logies Hall of Fame 2019 brachte der Journalist Kerry O’Brien seine Unterstützung für die Uluru-Erklärung zum Ausdruck, indem er das Australische Parlament aufforderte, während der laufenden Legislaturperiode eine „echte Anstrengung zu unternehmen, um zu verstehen und zu unterstützen, was in der Uluru-Erklärung verkörpert wird“. Er fügte hinzu: „Die Uluru-Erklärung stellt keine Bedrohung für einen einzigen Menschen in irgendeinem Winkel dieses Landes dar und schon gar keine Bedrohung für die Integrität des Parlaments. Und wenn man Ihnen das sagt, glauben Sie es nicht. Im Gegenteil, sie wird viel zur Integrität unserer Nation beitragen“.
Im Mai 2019 riefen 22 führende Vertreter des australischen Finanzsektors alle Australier dazu auf, die Uluru-Erklärung anzunehmen. Der Investmentbanker und Philanthrop John Wylie schrieb im Weekend Australian: „Wir glauben, dass die Annahme der Forderung des Uluru-Statements nach verfassungsrechtlicher Anerkennung ein Grundstein für ein modernes Australien sein wird, das ein spirituell großzügiges Land ist, das wirklich in Frieden mit sich selbst und seiner Geschichte lebt“.
Das Cape-York-Institute hat Anfang 2020 das Bildungsprojekt From the Heart ins Leben gerufen, dessen Ziel es ist, das Bewusstsein und das Verständnis für das Uluru Statement from the Heart und die in der Verfassung verankerte Voice to Parliament zu erhöhen und zu zeigen, dass es sich um eine gerechte und praktische Reform handelt.
Eine von From the Heart in Auftrag gegebene und von der C|T Group im Juni 2020 durchgeführte Studie zeigt, dass eine Mehrheit der Australier eine verfassungsmäßig verankerte Stimme für das Parlament befürwortet und dass diese Unterstützung innerhalb von drei Monaten um 7 Prozentpunkte gestiegen ist, von 49 Prozent im März auf 56 Prozent im Juni 2020.
An der Umfrage nahmen 2000 Personen teil, die gefragt wurden: „Wenn heute ein Referendum abgehalten würde, wie würden Sie über den Vorschlag abstimmen, die Verfassung zu ändern, um ein neues Gremium einzurichten, das sich aus Aborigines und Torres-Strait-Insulanern zusammensetzt und das Bundesparlament in Fragen der Aborigines und Torres-Strait-Insulaner berät?“. Nur 17 Prozent gaben an, mit Nein zu stimmen, ein Rückgang von 3 Prozent seit März 2020.
Im November 2020 gab SBS Radio bekannt, dass seine Journalisten die Erklärung in mehr als 60 Sprachen übersetzt haben und es geplant ist, sie in mehr als 12 indigene Sprachen zu übersetzen und aufzunehmen.
The Uluru Statement wurde 2021 mit dem Sydney-Friedenspreis ausgezeichnet.

### Einwände

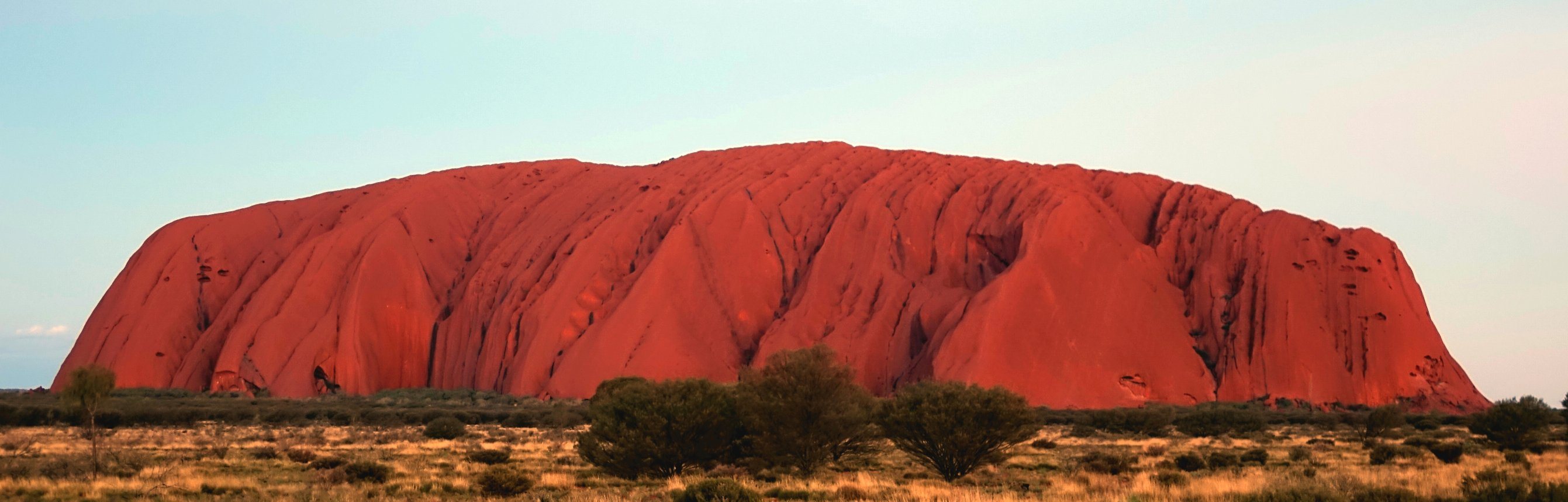
Der Uluru wird wegen seiner spirituellen Relevanz für die Traumzeit-Erzählungen von den lokalen Aborigines, den Anangu, als Heiliger Berg verehrt.

Im Dezember 2017 forderten die traditionellen Eigentümer des Uluru, die Anangu-Ältesten Alison Hunt und Donald Fraser, den Versöhnungsrat auf, das Wort Uluru aus dem Titel zu streichen, da es ohne ordnungsgemäße Konsultation aufgenommen worden sei. Diese Fragen wurden inzwischen erörtert und geklärt, wobei der Vorsitzende des Central Land Council (CLC), Sammy Wilson, den Segen der Gruppe für die Verwendung des Namens als Teil des Uluru Statement from the Heart und seiner Botschaft an das australische Volk gegeben hat.
Gegen den Hauptbestandteil der Uluru-Erklärung, die Stimme der Eingeborenen im Parlament (englisch Indigenous Voice to Parliament), sowie gegen einige der weiter gefassten Ziele der Uluru-Erklärung wurde von verschiedenen Personen auf beiden Seiten der politischen Kluft Einspruch erhoben.
Die indigene NT-Politikerin der Country Liberal Party, Jacinta Nampijinpa Price (die im Mai 2022 in den australischen Senat gewählt wurde), befürwortet keinen Änderungsantrag, der eine Trennung nach Rassen vorsieht. Der Senator von Queensland, James McGrath (Liberale), meinte, die Stimme würde der Gleichheit schaden und die Australier nach Rassen trennen. Andere haben die Auffassung vertreten, dass die Idee einer nach rassischen Gesichtspunkten ausgewählten Stimme gegen die Grundsätze der Rassengleichheit verstößt. Im Juni 2019 schrieben Mitglieder des konservativen Think Tanks Institute of Public Affairs einen Meinungsartikel im Sydney Morning Herald, in dem es hieß, der Vorschlag für die Stimme „für einige Menschen und nicht für andere ist … ein Verstoß gegen alle Grundsätze der Rassengleichheit“. Der Kolumnist Andrew Bolt hat die Ziele der Uluru-Erklärung ebenfalls kritisiert.
Jordan Humphreys, Mitglied der trotzkistischen Organisation Socialist Alternative, argumentierte 2022, dass die „Stimme zum Parlament“ zwar nicht viel für die indigene Arbeiterklasse bringe, dass aber die Gefahr bestehe, dass sie dazu beitrage, eine wachsende indigene Elite zu einer konservativen Kraft in der indigenen Politik zu machen
Lidia Thorpe (spätere Senatorin in Victoria, zunächst als Mitglied der Australian Greens und später als Unabhängige) gehörte zu denjenigen, die den Konvent verließen und sich weigerten, das Schlussdokument zu unterzeichnen, weil es keinen garantierten Vertragsprozess gab. Im Oktober 2020 signalisierte Adam Bandt, Vorsitzender der australischen Grünen, einen Politikwechsel, indem er sagte, dass die Liste der Reformen der Uluru-Erklärung neu geordnet werden sollte, von „Stimme, Vertrag, Wahrheit“ zu „Wahrheit, Vertrag, Stimme“.

## Folgemaßnahmen

### Ausläufer
Der Uluru-Dialog (2017) ist ein Kollektiv, dem die Verfasser der Uluru-Erklärung sowie verschiedene Akademiker und Juristen der University of New South Wales angehören. Den Vorsitz haben Megan Davis und Pat Anderson inne.
"From the Heart" ist eine Kampagne des von Noel Pearson gegründeten Cape York Institute, das 2020 ins Leben gerufen wurde. Es soll das Bewusstsein und das Verständnis für die Uluru-Erklärung und eine verfassungsmäßig verankerte Stimme im Parlament erhöhen und zeigen, dass es sich um eine gerechte und praktische Reform handelt. Torres-Strait-Insulaner Thomas Mayo (vorher bekannt als Thomas Mayor) der sich für die Uluru-Erklärung und die Stimme einsetzt, hielt 2022 den Vincent-Lingiari-Gedächtnisvortrag zu diesem Thema. Er zog Parallelen zwischen Vincent Lingiaris Kampf um Gehör bei den Regierungen damals, der zum Wave Hill Walk-off (Gurdindji-Strike) führte und dem, was die indigenen Völker Australiens heute erleben.
Anfang Mai 2022 wurde eine von Roy Ah-See geleitete Kampagne mit dem Titel "History is Calling" gestartet, um die Australier zu ermutigen, der Einladung des Uluru-Dialogs von 2017 zu folgen und die in der Verfassung verankerte Stimme zu unterstützen.

### Morrison-Regierung (2018–2022)
Der Gemeinsame Sonderausschuss für die verfassungsrechtliche Anerkennung von Aborigines und Torres-Strait-Insulanern wurde im März 2018 unter dem gemeinsamen Vorsitz von Senator Patrick Dodson und Julian Leeser (MP), eingesetzt und besteht aus sechs Vertretern des Unterhauses und vier des Oberhauses. Er legte seinen Abschlussbericht am 29. November 2018 vor. Der Bericht enthielt vier Empfehlungen:
1. Um ein Design für The Voice [Die Stimme] zu erreichen, das den Bedürfnissen und Wünschen der Aborigines und der Torres-Strait-Insulaner am besten entspricht, empfiehlt das Komitee, dass die australische Regierung einen Prozess der gemeinsamen Gestaltung mit den Aborigines und den Torres-Strait-Insulanern einleitet.
2. Der Ausschuss empfiehlt, dass die australische Regierung im Anschluss an einen Prozess der Mitgestaltung bewusst und zeitnah gesetzgeberische, exekutive und verfassungsrechtliche Optionen zur Gründung von The Voice prüft.
3. Der Ausschuss empfiehlt der australischen Regierung, den Prozess der Wahrheitsfindung zu unterstützen.
4. Der Ausschuss empfiehlt der australischen Regierung außerdem, die Einrichtung einer nationalen Ruhestätte für die Überreste der Aborigines und der Torres-Strait-Insulaner in Canberra in Betracht zu ziehen, die ein Ort des Gedenkens, der Heilung und der Besinnung sein könnte.

Die erste Empfehlung, nämlich die Schaffung einer indigenen Stimme gegenüber der Regierung durch einen "Mitgestaltungsprozess", wurde durch die Einrichtung der Senior Advisory Group (SAG) in die Wege geleitet, die der Minister für indigene Australier, Ken Wyatt, im Oktober 2019 ankündigte.
Die Senior Advisory Group wird gemeinsam von Professor Tom Calma, Kanzler der Universität von Canberra und Professor Marcia Langton, stellvertretende Prorektorin der Universität von Melbourne, geleitet und umfasst insgesamt 20 Führungskräfte und Experten aus dem ganzen Land. Die Regierung kündigte außerdem an, dass sie noch während ihrer Amtszeit ein Referendum über die Anerkennung indigener Völker in der Verfassung durchführen werde, „sollte ein Konsens erreicht werden und sollte dies wahrscheinlich gelingen“.
Bis März 2020 (etwa zu Beginn der COVID-19-Pandemie in Australien) waren die beiden anderen Gruppen, die nationale und die lokale und regionale Gruppe, eingerichtet worden und hatten mindestens einmal getagt.

### Albanese-Regierung (seit 2022)
Nach den australischen Parlamentswahlen 2022 unterstützte der neue australische Premierminister Anthony Albanese die Uluru-Erklärung und verpflichtete sich zu ihrer vollständigen Umsetzung.
Am 30. August 2023 setzte Premierminister Anthony Albanese den Termin des Referendums auf 14. Oktober 2023 fest. Das Ergebnis war für die Aborigines niederschmetternd: Nur 39,9 der gültigen Stimmen befürworteten die Uluru-Erklärung, 60,1 % lehnten diese ab. In keinem einzigen Bundesstaat stimmte eine Mehrheit für die Uluru-Erklärung.
Weil Premierminister Albanese keine weiteren Aktivitäten setzte, brachte die indigene Abgeordnete Dorinda Cox von den Grünen einen auch von den Organisatoren der Kampagne für das Referendum unterstützten Entwurf eines Gesetzes für die Einrichtung einer Wahrheits- und Gerechtigkeitskommission ein. Der dafür zuständige Ständige Ausschuss für Angelegenheiten der Aborigines und der Torres-Strait-Insulaner starte eine bis 6. September 2024 laufende Begutachtung.